# Roller Hockey Premier League 1980
La Roller Hockey Premier League 1980 è stata la 7ª edizione del torneo di primo livello del campionato inglese di hockey su pista. Il titolo è stato vinto dal Southsea per la prima volta nella sua storia.

## Squadre partecipanti
- Maidstone
- Middlesbrough
- Peterborough
- Southsea
- Wolverhampton

## Classifica finale
|                        | Pos. | Squadra       | Pt | G  | V  | N | P  | GF | GS | DR |
| ---------------------- | ---- | ------------- | -- | -- | -- | - | -- | -- | -- | -- |
| Inghilterra (bandiera) | 1.   | Southsea      | 29 | 20 | 13 | 3 | 4  |    |    |    |
|                        | 2.   | Wolverhampton | 26 | 20 | 12 | 2 | 6  |    |    |    |
|                        | 3.   | Maidstone     | 18 | 20 | 9  | 0 | 11 |    |    |    |
|                        | 4.   | Middlesbrough | 18 | 20 | 9  | 0 | 11 |    |    |    |
|                        | 5.   | Peterborough  | 8  | 20 | 4  | 0 | 16 |    |    |    |

Legenda:
  Campione d'Inghilterra.
  Vincitore della National Cup 1980.
     Qualificato in Coppa dei Campioni 1980-1981.
Note:
Due punti a vittoria, uno a pareggio, zero a sconfitta.
In caso di parità di punteggio, le posizioni erano decise per differenza reti generale.

## Verdetti
| Verdetto                          | Club                 |
| --------------------------------- | -------------------- |
| Campione d'Inghilterra 1980       | Southsea (1º titolo) |
| Qualificato in Coppa dei Campioni | Southsea             |